# Museum mobile

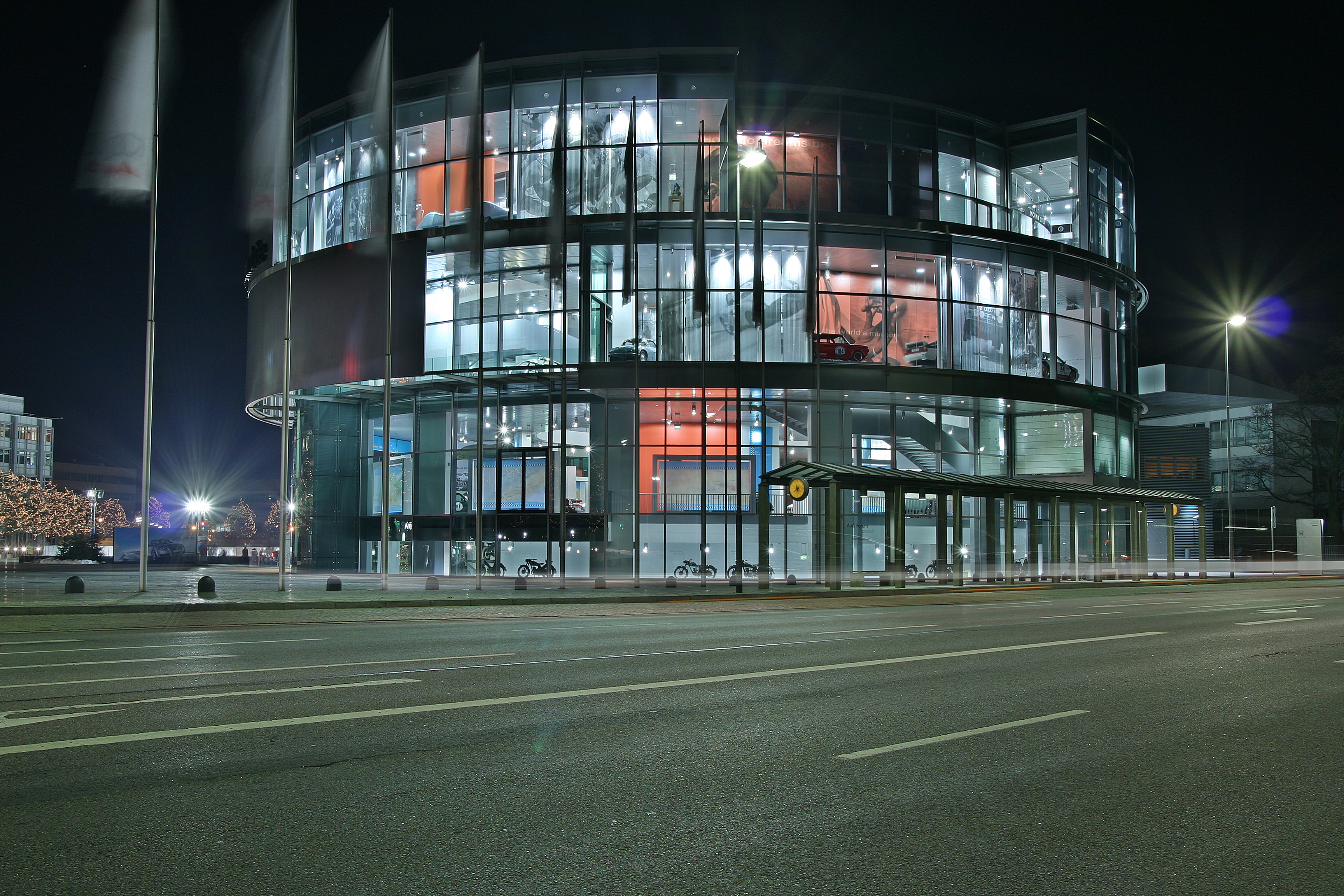
El museum mobile de noche

El Museum mobile es un museo de la compañía Audi en Ingolstadt, que se ocupa de la historia de la compañía y sus empresas predecesoras participantes.

Es una construcción de 23 metros de altura de cristal y acero de que es parte del Foro Audi Ingolstadt en un área total de unos 6.000 m² cuenta con unos 50 vehículos, 30 motocicletas y bicicletas, así como muchas otras exposiciones sobre las marcas Audi, DKW, Horch, Wanderer y NSU. El edificio fue diseñado por Gunter Henn.